# Бриль, Адам Иванович
Адам Иванович Бриль (фон Бриль) (1719—1786) — генерал-поручик, иркутский губернатор.
Происходил из иноземных дворян. На военной службе с 1735 года. Бригадир с 05.03.1759, генерал-майор с 02.04.1762, генерал-поручик с 1771 года.
В декабре 1762 года он был назначен командовать оставшимися в дистриктах непоселенными полками Украинского ландмилицкого корпуса (Брянским, Валуйским, Воронежским, Елецким, Новооскольским, Старооскольским и Севским). В 1764—1765 годах состоял при Московской дивизии. В 1765—1767 гг. состоял в должности командира на Сибирских линиях.
В период 1767—1776 годов — иркутский губернатор. В 1770 году был награждён орденом Св. Анны 1-й степени. Выдвинул проект объединения различных купеческих компаний в единую монопольную организацию (1772).
В марте (или мае) 1776 года выехал из Иркутска в Москву. Был назначен президентом Мануфактур-коллегии (1777—1779).
С ноября 1782 по сентябрь 1784 президент Вольного экономического общества.

## Источник
- Канцелярия генерал-поручика Бриля А. И. (1759 — не ранее 1775)